# Гильдебрандт-Арбенин, Николай Фёдорович
Никола́й Фёдорович Арбе́нин (настоящая фамилия Гильдебрандт; 21 июля 1863, Юрьев, Лифляндская губерния — 14 августа 1906, Санкт-Петербург) — русский актёр, театральный критик и переводчик, автор сборника переводов «Западный театр» (Санкт-Петербург, 1906), один из создателей Союза музыкальных и драматических писателей. Заслуженный артист императорских театров.

## Биография
Родился в дворянской семье шведского происхождения. Воспитывался в Москве в семье графов Барановых. Учился на математическом факультете Московского университета (не завершил); в 1885 г. окончил драматический класс при Московской консерватории (класс И. В. Самарина).
С 1885 г. — актёр Малого театра (Москва), с 1895 г. — актёр Александринского театра (Санкт-Петербург). Выступал также во Владимире, Курске, Рязани, Туле и других городах.
Член правления Театрального общества. Один из инициаторов создания Союза музыкальных и драматических писателей, а также созыва Всероссийского съезда драматургов.
Похоронен на Большеохтинском кладбище Санкт-Петербурга (Олонецкая дорожка).

### Семья
Жена — Глафира Викторовна Панова (21.4.1869 — 1943), актриса; дети:
- Мария Николаевна Гильдебрандт (в замужестве Саламатина; 1891—1959), актриса провинциальных театров; её восприемниками при крещении в московской Троицкой церкви на Арбате (30 ноября 1891 года) были «артистка Императорских Московских театров» Мария Николаевна Ермолова и потомственный почётный гражданин Константин Сергеевич Алексеев, прославившийся впоследствии под сценическим псевдонимом «Станиславский».
- Ольга Николаевна Гильдебрандт-Арбенина (1897—1980), актриса Александринского театра (1919—1923), художница, участница группы художников «13». Замужем за поэтом Юрием Ивановичем Юркуном.

## Творчество
Исполнял героические и характерные роли.

### Роли в театре
- Калачник — «Дмитрий Самозванец и Василий Шуйский» Островского
- Лопухин — «Комик XVII столетия» Островского
- Актёр — «Гамлет»
- Дон Жуан — «Много шума из ничего»

### Избранные сочинения
Источник — электронные каталоги РНБ
- Арбенин Н. Ф. Моя новая шляпа : Комедия в 1 д. (по М. Бернштейн) Н. Ф. Арбенина. — М.: лит. Моск. театр. б-ки Е. Н. Рассохиной, ценз. 1889. — 34 с.
- Бер М. Пария : Трагедия в 1-м д. / Пер. Н. Ф. Арбенина. — М.: лит. С. Ф. Рассохина, ценз. 1891. — 31 с.
- Гауптман Г. Извозчик Геншель : Драма в 5 д. / Пер. Н. Ф. Арбенина. — СПб.: Театр. отд. кн. маг. газ. «Новости», 1898. — 134 с.
- Грильпарцер Ф. …Сафо : Трагедия в 5 д / Пер. [и предисл.] Н. Ф. Арбенина. — М.: т-во А. А. Левенсон, 1895. — 237 с.
- Западный театр : [Сборник пьес] / Пер.: Н. Ф. Арбенин. — СПб.: И. И. Митюрников, 1906. — 426 с. — (Содерж.: 1. Приветствие искусств / [Соч.] Ф. Шиллера. 2. Сафо / [Соч.] Ф. Грильпарцера. 3. Лорензаччио: По Альфреду де-Мюссе. 4. Пария / [Соч.] М. Бэра. 5. Дон-Фернандо, стойкий принц / [Соч.] Дон Педро Кальдерон де ла Барка)
- Лессинг Г. Э. Эмилия Галотти : Трагедия в 5 д. / Пер. Н. Ф. Арбенина. — М.: лит. Моск. театр. б-ки С. Ф. Рассохина, ценз. 1896. — 100 с.